# Паром (міжорбітальний буксир)
«Паро́м» (рос. Паром — «пором») — міжорбітальний буксир багаторазового використання, що з 2009 року мав замінити одноразові транспортні космічні кораблі типу «Прогрес».
Перший міжорбітальний буксир типу «Паром» мали запустити 2009 року, однак з 2006 року не було ніяких офіційних повідомлень на цю тему.

## Створення
Космічний буксир «Пором» створювався Російською космічною корпорацією «Енергія» на базі модернізованого корабля «Союз». Він мав доставляти на МКС великі транспортні контейнери, в яких на станцію можна одноразово привозити від 4 до 12 тонн різних вантажів, залежно від типу ракети-носія — «Союза» чи «Протона». Для порівняння, максимальний вантаж, котрий можна вивести на орбіту за допомогою використовуваних одноразових «Прогресів» становить трохи більше двох тонн.

## Ресурс корабля
Використання багаторазового буксира «Паром» із контейнерами мало знизити собівартість вантажа, що доставляється на Міжнародну космічну станцію в три-чотири рази.
Польотний ресурс одного «Парома» мав становити близько 15 років. Буксир мав би власні двигуни і сонячні батареї, а також баки із компонентами палива, що довго зберігається. Крім контейнерів, він мав доставляти на навколоземну орбіту великогабаритні негерметичні платформи з науковою апаратурою.
«Паром» мали обладнати двома стикувальними вузлами: один для приєднання і від'єднання вантажних контейнерів, інший — для стикування з Міжнародною космічною станцією.

## Див також
- Нуклон (космічний комплекс)